# Boldogasszony Iskolanővérek
A Boldogasszony Iskolanővérek (korábbi magyar nevén: Miasszonyunkról Nevezett Szegény Iskolanővérek, angolul: School Sisters of Notre Dame (SSND), németül: Arme Schulschwestern von Unserer Lieben Frau, latinul: Congregatio Pauperum Sororum Scholasticarum Dominae Nostrae) egy Boldog Gerhardinger Mária Terézia által 1833-ban, Münchenben alapított pápai jogú katolikus női szerzetesrend, melynek hivatása az oktatás-nevelés.
A rend magyarországi tartománya 2011-ben vette fel a Boldogasszony Iskolanővérek nevet.

## Története
A rend 1833-ban kapott hivatalos engedélyt a működésre. Első szerzetesiskolájuk Neunburg vorm Waldban nyílt meg. A kongregáció a felvilágosodás utáni évtizedekben jött létre Bajorországban. Innen terjedt el Európában, az Amerikai Egyesült Államokban, majd szinte az egész világon. Alapítójuk halálakor, 1879. május 9-én, a kongregáció 300 házában csaknem 2500 nővér szolgálta-nevelte a szegény gyermekeket.
Minden letelepüléskor ugyanaz a cél vezette Terézia anyát: „Az óvodák, népiskolák és internátusok átvételével elsősorban buzgó édesanyákat akarok nevelni; főként az alsó és középső társadalmi rétegekből, akik az előkelő intézményekbe nem juthatnak be, s ezért mindeddig nélkülözték az igazi keresztény nevelést.”
Az iskolanővérek jelenleg 30 országban működnek Európában, Ázsiában, Észak- és Dél-Amerikában, Afrikában és Óceániában.
Az Iskolanővérek Kongregációja 1994-ben bekerült az ENSZ-be mint nem kormányzati képviselettel rendelkező szervezet (NGO).

## A magyar tartomány története
Magyarországon 1858-tól működnek az Iskolanővérek. Csajághy Sándor temesvári püspök kérésére ekkor hat nővér települt át Münchenből, hogy iskolát nyisson. A főleg német nyelvű vidéken szívesen fogadták őket. Terézia anya is szívén viselte ezt az alapítást, hatszor is ellátogatott Magyarországra.
Temesvárott a belvárosban nyílt meg az anyaház. Eleinte a háromosztályos elemi iskolában tanítottak növendékeket. Bajorországból az idők folyamán több mint száz nővér érkezett Magyarországra. 1922-ben 31 intézményben már 13 000 lányt neveltek. A kongregáció eredeti szellemének megfelelően elsősorban falvakban nyitottak elemi iskolákat, de nagy iskolakomplexumot hoztak létre Temesváron kívül Kolozsvárott, Szegeden és Debrecenben is. A városi iskolákban magasabb képzési formákat is bevezettek: ipariskolát, gimnáziumot, tanítóképzőt nyitottak.
Az első világháború után magyar területen a 32 házból 10 maradt. A második világháború végére a tartomány már újra 23 házban működött. 1948-ban intézményeiket, két év múlva pedig házaikat is át kellett adniuk az államnak. Az 1950-es megállapodás értelmében az Iskolanővérek két iskolában folytathatták a gimnazista leányok oktatását és nevelését: Debrecenben és Budapesten.
1989 után a közösségen kívül élő nővéreknek lehetőségük nyílott arra, hogy visszatérjenek a közösségbe. Újra indult az iskolanővérek által vezetett oktatás Szegeden és Makón.
1994 óta a Szerbiában élő 14 nővér, akik korábban a Jugoszláv Tartományhoz tartoztak, a Magyar Tartományba integrálódtak.
Az iskolanővérek meg vannak győződve arról, hogy a neveléssel, az ember alakításával megváltoztatható a társadalom, jobbá tehető a világ, s ehhez elsősorban jó édesanyákra van szükség.

### Tartományfőnöknők

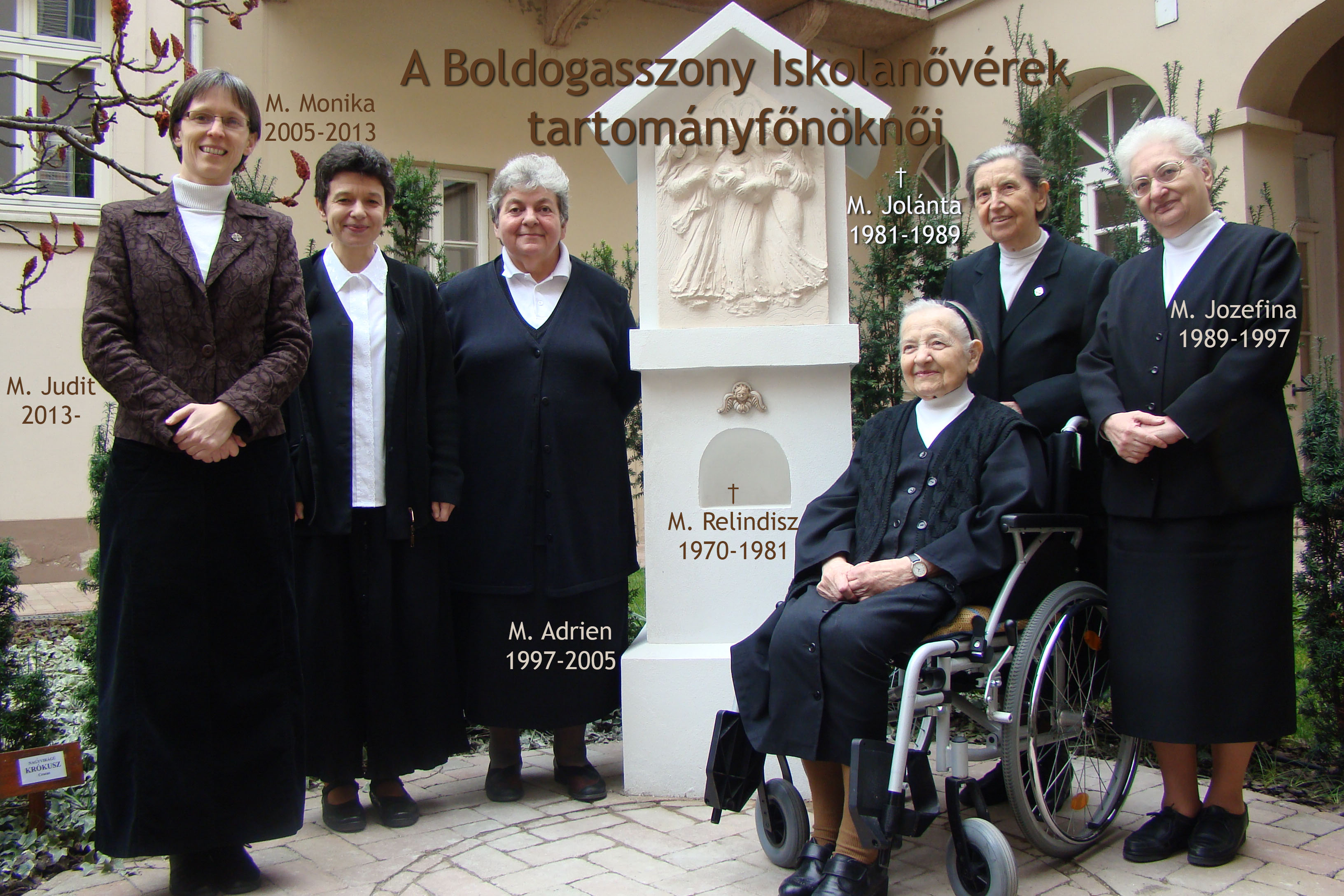
A Boldogasszony Iskolanővérek Magyar Tartományának tartományfőnöknői 1970–2014

### Tartományfőnöknők[5]
Temesvárott
| Schenk M. Ludmilla                                                                       | 1858–1859 |
| Pfaffenzeller M. Gabriella                                                               | 1859–1869 |
| Litschgi M. Abundantia                                                                   | 1869–1900 |
| Henz M. Ágnes                                                                            | 1900–1902 |
| Müller M. Berchmana                                                                      | 1902–1917 |
| Szőnyi M. Paulina (1923-tól szintén Temesvár székhellyel a Romániai Tartomány főnöknője) | 1917–1928 |

Szegeden
| Serbőczy M. Amanda   | 1923–1929 |
| Gyöngyösi M. Piroska | 1929–1946 |
| Wiedmann M. Kornélia | 1947–1960 |

1950-től Budapesten
| Gyöngyösi M. Piroska | 1960–1967 |
| -------------------- | --------- |
| Dési M. Margit       | 1967–1970 |
| Kárpát M. Relindisz  | 1970–1981 |
| Szobonya M. Jolánta  | 1981–1988 |
| Bácsai M. Jozefina   | 1988–1997 |
| Pekó M. Adrien       | 1997–2005 |
| Ulrik M. Monika      | 2005–2013 |
| Lobmayer M. Judit    | 2013–2021 |
| Ivanics M. Andrea    | 2021–     |